# Csepécz Szilvia
Csepécz Szilvia (férjezett névváltozata szerint: M. Csepécz Szilvia; Érsekújvár, 1965. május 19. – Párkány, 2011. december 4.) Madách és IBBY-díjas szlovákiai magyar író, költő, szerkesztő-riporter, könyvtárvezető.

## Élete
A Párkányi Gimnáziumban érettségizett 1982-ben. Ezt követően egy sor munkahelyen dolgozott mivel nem sikerült az egyetemi felvételije. 1983-1985 között Barton dolgozott kultúrházvezetőként és közben újságíró gyakornok volt a Nő című lap szerkesztőségében. Az Iródia-csoporthoz tartozó költőnő versei először az 1986-os Próbaút című antológiában jelentek meg. Ebben az időszakban ment férjhez Molnár Péterhez, majd születtek gyermekeik: 1985-ben Dániel, 1989-ben Blanka. 
1988-1989-ben rövid ideig postai dolgozó majd könyvesbolti eladó volt Párkányban. 1991-2001 a Nő, majd az Új Nő szerkesztő-riportere. Közben bájos gyermekkönyvek sorát írta. 1997-ben Kicsi, kisebb, legkisebb című meseregénye elnyerte az Év Gyermekkönyve Szlovákiában díjat. 2001-ben rövid ideig horgászbolti eladó volt. Ebben az évben szerezte meg okleveles újságírói végzettségét a Szegedi Tudományegyetem Budapest Médiaintézetében és nyerte el a Madách-díjat. 
2001-től 2005-ig a Vasárnap és az Új Szó szerkesztő-riportere. 2006-tól a Köbölkúti Községi Könyvtár vezetője és mellette szabadúszó újságíró volt. 2011-ben lett a „Mizujs” című új gyermeklap főszerkesztője.

## Művei

### Versek antológiákban
- Próbaút, Vers- és prózaantológia, Madách, Pozsony, 1986
- Tűzpalota, Csehszlovákiai magyar költők szerelmes versei, Madách, Pozsony, 1990
- Csodalámpás, Kalligram Kiadó, Pozsony, 1998
- Táj Kép Szó, Észak-Kelet R.F.I.K.A., Jósvafő, 2004
- Hosszúfény, Magvető Kiadó, Budapest, 2008

### Önálló kötetek
- Történések küszöbén, versek, Madách, Pozsony, 1989[3] – Madách nívódíj, 1989
- Az ajtón túl, gyermekversek, Lilium Aurum, Dunaszerdahely, 1994
- Kicsi, kisebb, legkisebb. Meseregény, AB-ART, Pozsony 1997, 2006, IBBY Díj, a legjobb szlovákiai gyermekkönyv díja, 1997
- Magház, versek, Pozsony, 2000, – Madách Imre-díj
- Hess-hegy titka és a fapapucsok, meseregény, Pozsony, 2002
- Egyszerű viselet, regény, Pozsony, 2004
- Jozef Medved: Hviezdy i pramene / Csillagok és források, műfordítás, MEDIAN, Pozsony, 2008
- Királylány a kukában, kalandos meseregény, MEDIAN, Pozsony, 2009, illusztrálta: Méri Andrea

### Leporellók
Mesék és versek gyermekeknek (Aquarius Kiadó, Dunaszerdahely)
- Pamacs karácsonya, 2001
- Rex és barátai, 2001
- Kis állatbarátaink, 2002
- A manók házikója, 2003
- Karácsonyi mese, 2003
- Háziállataink, 2003
- Karácsonyi meglepetés, 2004
- Színpompás állattörténetek, 2004
- Mackószámtan, 2005
- Boldog karácsony, 2005
- Vízparti kalandok, 2005

### Rádiójáték
- Királylány a kukában (azonos című meseregényéből) – Pátria Rádió (Bemutató: 2004. december 24.)

## Tagsága szervezetekben, csoportokban
- 1983–1986 Iródia
- 1986-tól Fiatal Írók Köre
- 1994-től SZMÍT
- 2005-től ANIMA Társaság

## Díjak, elismerések
- 1989 – Madách nívódíj (Történések küszöbén – versek)
- 1997 – IBBY – A legjobb szlovákiai gyermekkönyv díja (Kicsi, kisebb, legkisebb – meseregény)
- 2001 – Madách Imre-díj (Magház – versek)

### Ösztöndíjak
- 2001 – Móricz Zsigmond Ösztöndíj
- 2007 – Benedek Elek Ösztöndíj